# Typhoon (xe quân sự)

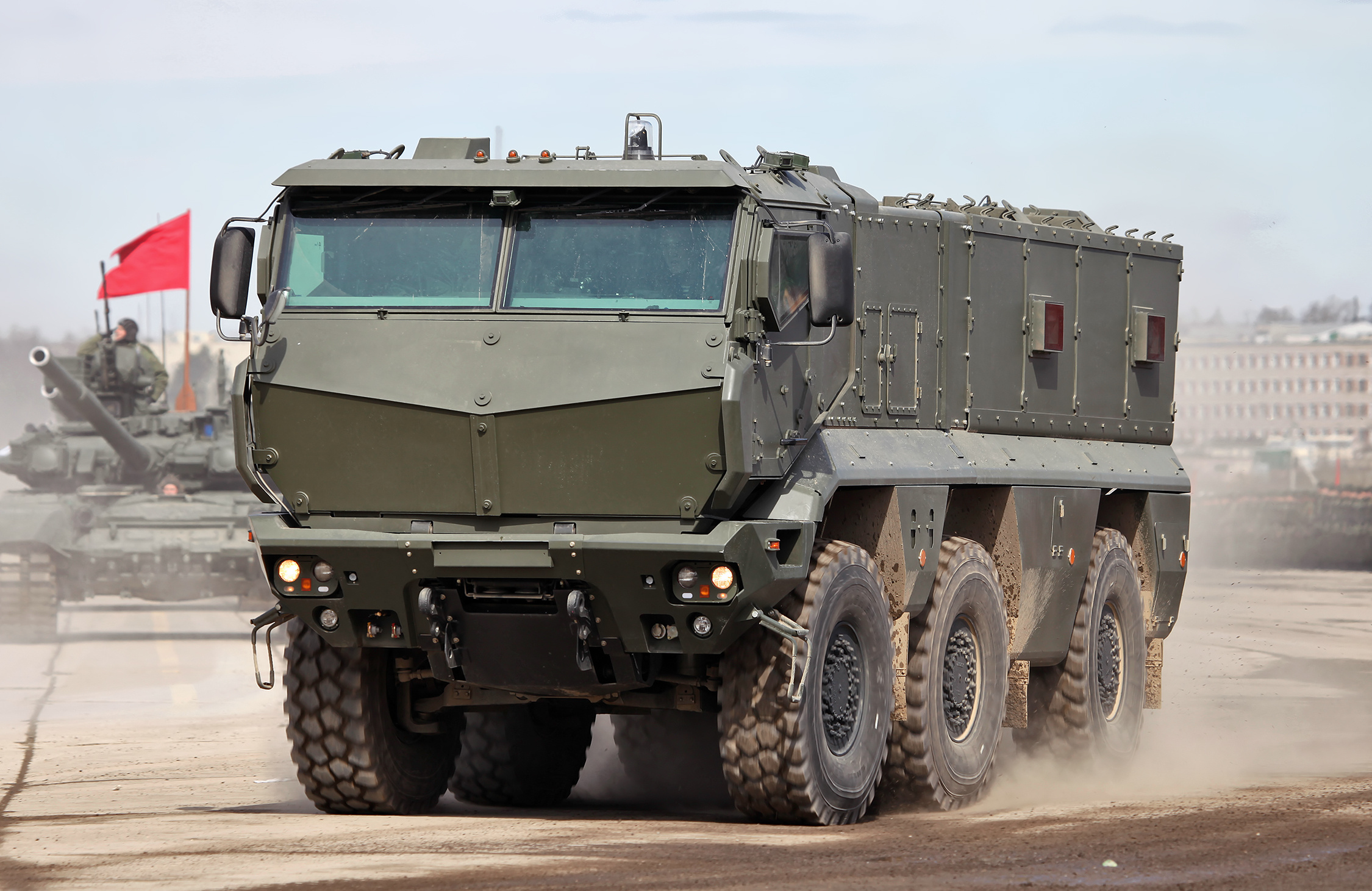
KamAZ-63968 Taifun-K

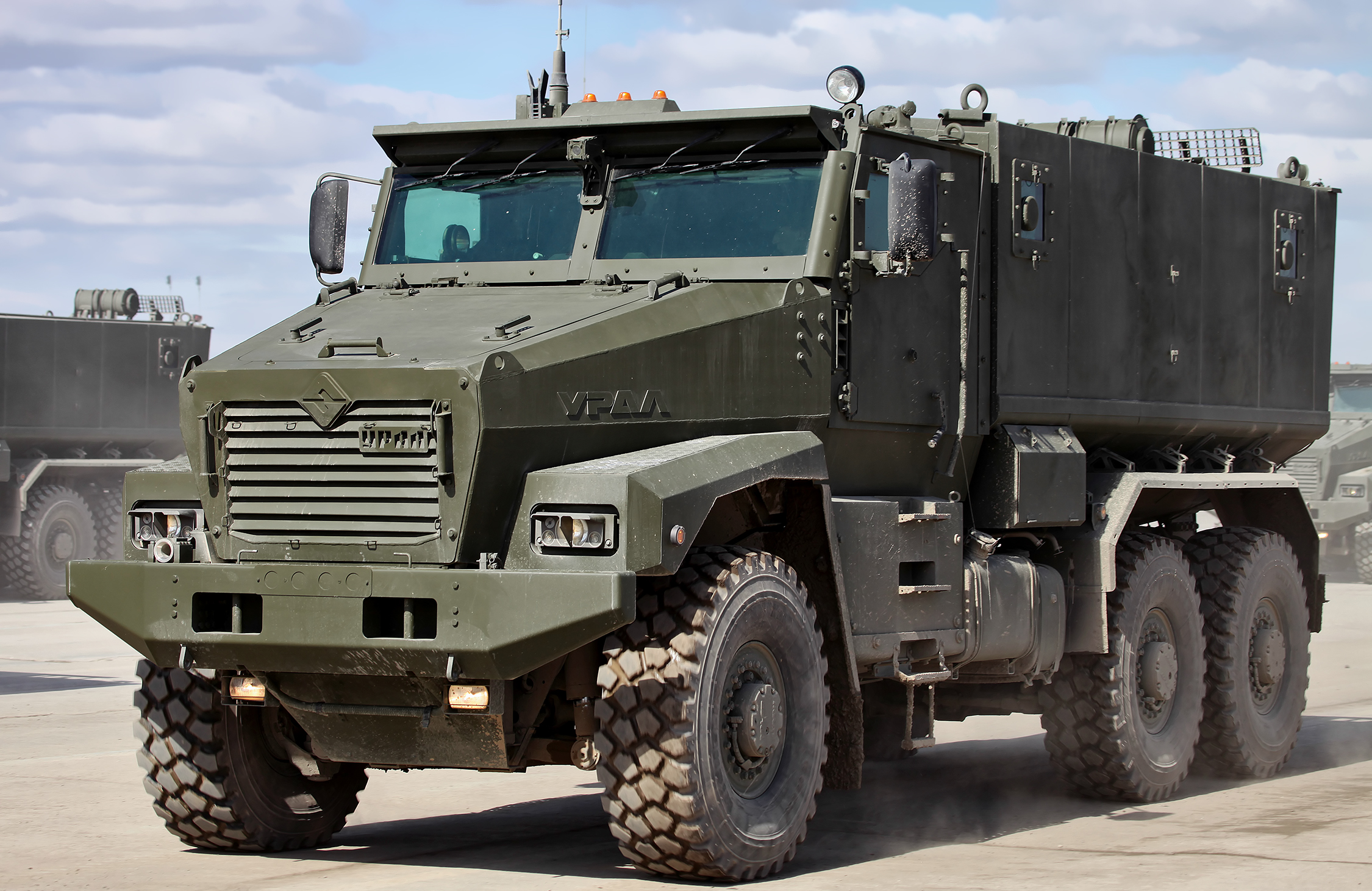
Ural-63095 Taifun

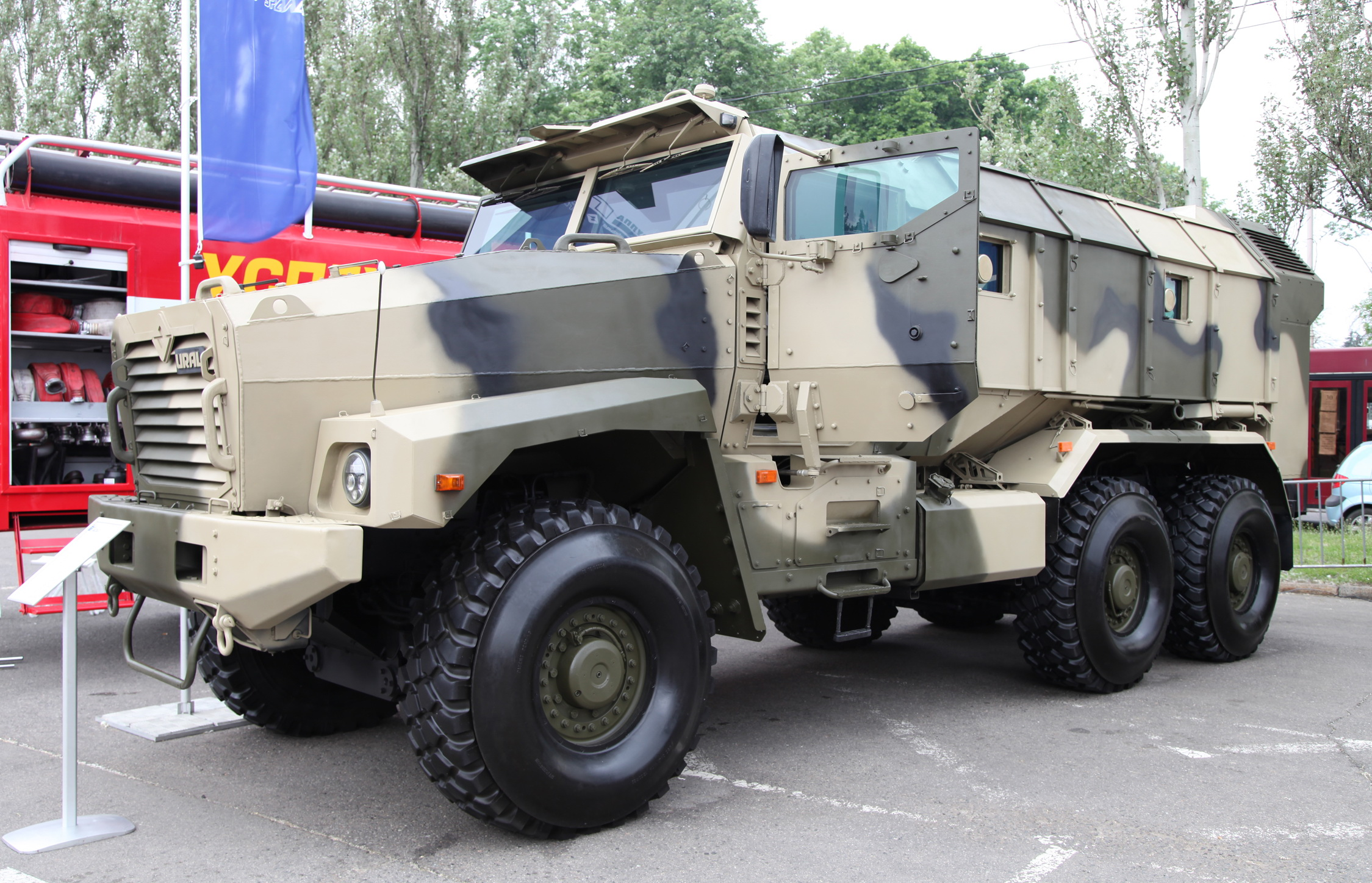
Ural-63099 Taifun

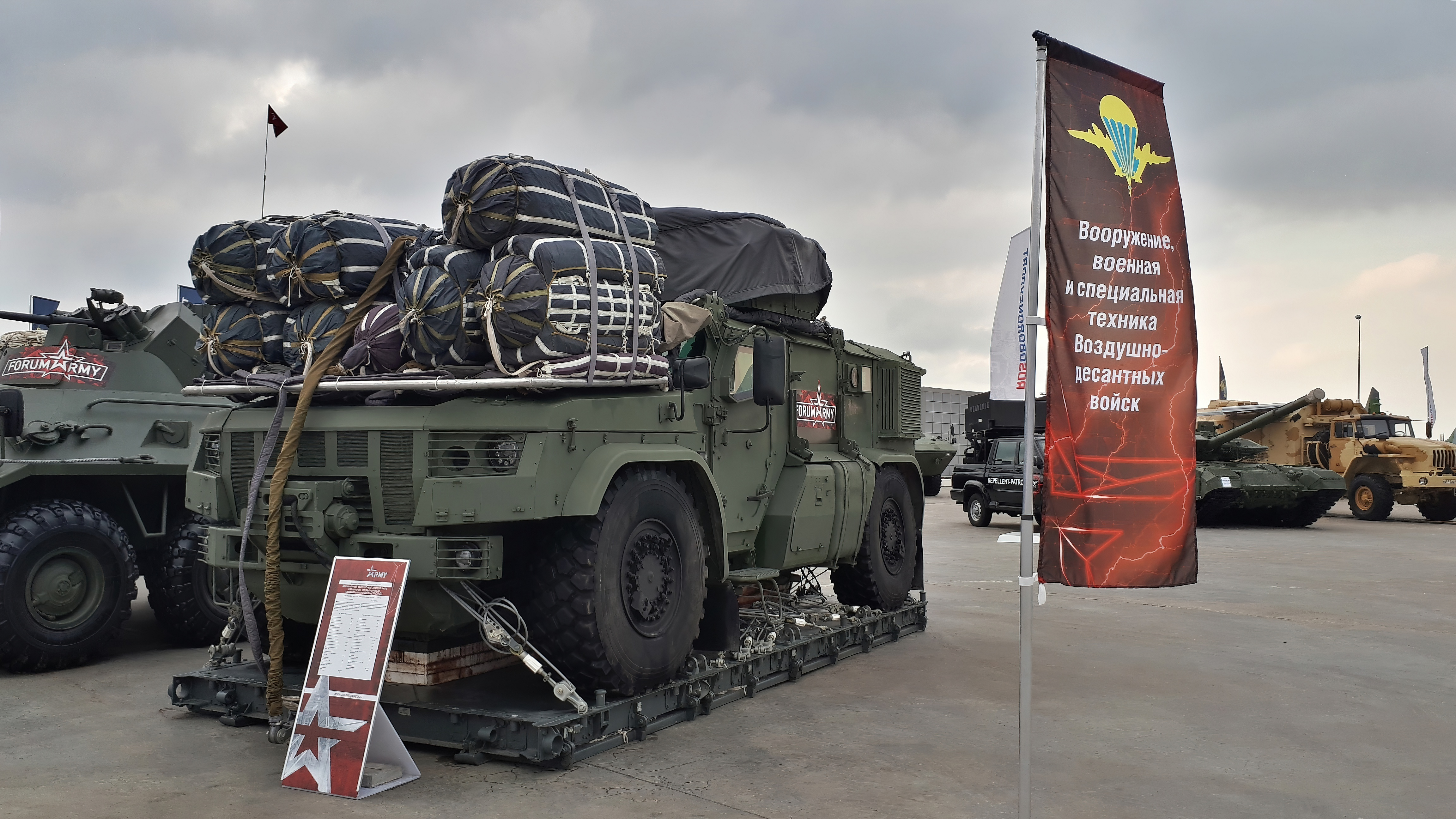
Đổ bộ Taifun-VDV tại triển lãm "Army-2021"

Taifun (tiếng Nga: Тайфун) hay Typhoon là một dòng xe vận tải quân sự đa chức năng, được bọc giáp và có khả năng chống mìn hạng nhẹ (Mine-Resistant Ambush Protected - MRAP) do Nga thiết kế và phát triển với mục đích tạo ra một nền tảng thống nhất về cơ bản mới cho tất cả các xe quân sự bọc thép bánh hơi của Nga. Có cả thảy 120 nhà thầu tham gia thiết kế và chế tạo dòng xe này, gồm cả những tên tuổi hàng đầu như KamAZ, GAZ...

## Đặc điểm
Các hệ xe Taifun được thiết kế là dòng xe vận tải quân sự đa chức năng, được bọc thép và có khả năng kháng mìn hạng nhẹ. Tuỳ theo module được lắp đặt, chúng có thể phục vụ cho những nhu cầu khác nhau, từ vận tải chở quân, xe trinh sát, xe phòng không tự hành... Chúng sẽ là hệ xe cơ bản trong các lữ đoàn cơ giới hạng nhẹ của Lục quân Nga.
Mặc dù có nhiều phiên bản khác nhau, do những nhà thầu khác nhau thiết kế và chế tạo, tuy nhiên tất cả các xe Taifun đều được trang bị cùng họ động cơ JMZ-536 (ЯМЗ-536), hệ thống điều khiển thông tin tác chiến (Боевая информационно-управляющая система - БИУС), bọc giáp nhẹ composite hỗn hợp gốm và thép có khả năng chống được đạn đạt chuẩn STANAG 4569 cấp 4 (tương đương đạn xuyên giáp 14,5 mm B-32) và có cấu trúc có khả năng kháng mìn đạt chuẩn STANAG 4569 cấp 3b trở lên (tương đương 8 kg TNT). Các phiên bản chở quân còn có thể lắp đặt thêm module súng máy điều khiển từ trong xe, cũng như các cửa thoát hiểm khẩn cấp trên nóc xe. Hệ thống camera qua sát trợ giúp lái xe trong trường hợp kính xe bị mất khả năng quan sát. Các khoang xe được trang bị hệ thống lọc, thông gió và điều hòa phòng hộ chống vũ khí hóa sinh học, phóng xạ. Các phiên bản có thể vận hành trên nền tảng 2, 3 hoặc 4 trục.